# الجوانب الدينية للنازية
لقد درس المؤرخون والعلماء السياسيون والفلاسفة النازية مع التركيز بشكل خاص على جوانبها الدينية والدينية الزائفة. وقد تم مناقشة ما إذا كانت النازية من شأنه أن يشكل الدين السياسي، وكان هناك أيضا البحوث على المليارية، المسيحانية، وغامض أو تعاليم باطنية غربية.

## النازية كدين سياسي
من بين الكتاب الذين أشاروا قبل عام 1980 إلى الجوانب الدينية للاشتراكية القومية هم أورييل كولناي وريموند آرون وألبرت كاموس ورومانو جوارديني ودنيس دي روجيمونت وإريك فوغيلين وجورج موس وكلاوس فوندونج وفريدريش هير. نُشرت أعمال Voegelin حول الدين السياسي لأول مرة باللغة الألمانية في عام 1938. إميليو جنتيلي وروجر جريفين، من بين آخرين، استفادوا من مفهومه. تم ذكر المؤلف والفيلسوف الفرنسي ألبير كامو هنا، حيث أدلى ببعض الملاحظات حول النازية كدين وعن أدولف هتلر بشكل خاص في L'Homme révolté.
خارج الخطاب الأكاديمي البحت، تتعلق المصلحة العامة بشكل رئيسي بالعلاقة بين النازية والغموض، وبين النازية والمسيحية. الاهتمام بالعلاقة الأولى واضح من النظرية الشعبية الحديثة للسحر والتنجيم النازي. لقد رفض المؤرخون الفكرة المستمرة بأن النازيين وجهوا من قبل وكالات غامضة باعتبارها تاريخًا مشفرًا حديثًا. الاهتمام بالعلاقة الثانية واضح من الجدل حول وجهات نظر أدولف هتلر الدينية - على وجه التحديد، سواء كان مسيحيًا أم لا.

### النازية والسحر
هناك العديد من الأعمال التي تتكلم عن الاشتراكية القومية والغموض، وأبرزها صباح السحرة (1960) ورمح المصير (1972). ومع ذلك، فمن منظور التاريخ الأكاديمي، فإن معظم هذه الأعمال هي «تاريخ خفي».  بصرف النظر عن هذه الأعمال، لم ينظر المؤرخون في السؤال حتى الثمانينيات. نظرًا للأدبيات الشائعة حول هذا الموضوع، كان يُنظر إلى «السحر الأسود النازي» كموضوع للمؤلفين المثيرين سعياً لتحقيق مبيعات قوية. 

### النازية والمسيحية
بعد أن استسلمت ألمانيا النازية في الحرب العالمية الثانية، نشر مكتب الولايات المتحدة للخدمات الاستراتيجية تقريرًا عن الخطة الرئيسية النازية لاضطهاد الكنائس المسيحية.  يتفق المؤرخون واللاهوتون عمومًا على السياسة النازية تجاه الدين، وأن الهدف كان إزالة المحتوى اليهودي من الكتاب المقدس (أي العهد القديم، إنجيل متى، ورسائل بولس)، وتحويل الإيمان المسيحي إلى دين جديد، تم تطهيره تمامًا من أي عنصر يهودي والتوفيق بينه وبين النازية، وأيديولوجية فولكيش ومبدأ الزعيم: دين يسمى «المسيحية الإيجابية». 
كان ألفريد روزنبرغ مؤثراً في تطور المسيحية الإيجابية. في أسطورة القرن العشرين، كتب ما يلي: 
- كان القديس بولس مسؤولاً عن تدمير القيم العرقية لثقافة اليونانية والرومانية.
- عقيدة الجحيم المتقدمة في العصور الوسطى دمرت روح الشمال الحر؛
- الخطيئة الأصلية والنعمة هي أفكار شرقية تفسد نقاء وقوة دم الشمال.
- العهد القديم والعرق اليهودي ليسا استثناء، وينبغي للمرء أن يعود إلى خرافات وأساطير الشعوب الاسكندنافية؛
- لم يكن يسوع يهوديًا، ولكن كان لديه دم الشمال من أسلافه الأموريين.

تضمن برنامج الحزب النازي لعام 1920 بيانًا عن الدين كنقطة 24. في هذا البيان، يطالب الحزب النازي بحرية الدين (لجميع الطوائف الدينية التي لا تعارض العادات والمشاعر الأخلاقية للعرق الجرماني)؛ تنص الفقرة على تأييد الحزب للمسيحية الإيجابية. وصف المؤرخون هذا البيان بأنه «إجراء تكتيكي،» بذكاء «يُترك غير محدد من أجل استيعاب مجموعة واسعة من المعاني»  و «عبارات غامضة».